# Kosořický rybník
Kosořický rybník je velký rybník o rozloze cca 7,9 ha, zhruba podkovovitého tvaru, nalézající se na jižním okraji obce Kosořice v okrese Mladá Boleslav. Je zakreslen již na mapovém listě č. 75 z I. vojenského mapování z let 1764–1783.
Rybník je využíván pro chov ryb, v letech 2011–2013 byl vyčištěn od náplav a sedimentů (cca 120 000 m3 zeminy) a opravena hráz a vybudován nový vypouštěcí a bezpečnostní objekt. Obec vybudovala na hrázi odpočinkovou zónu (parčík).

## Galerie

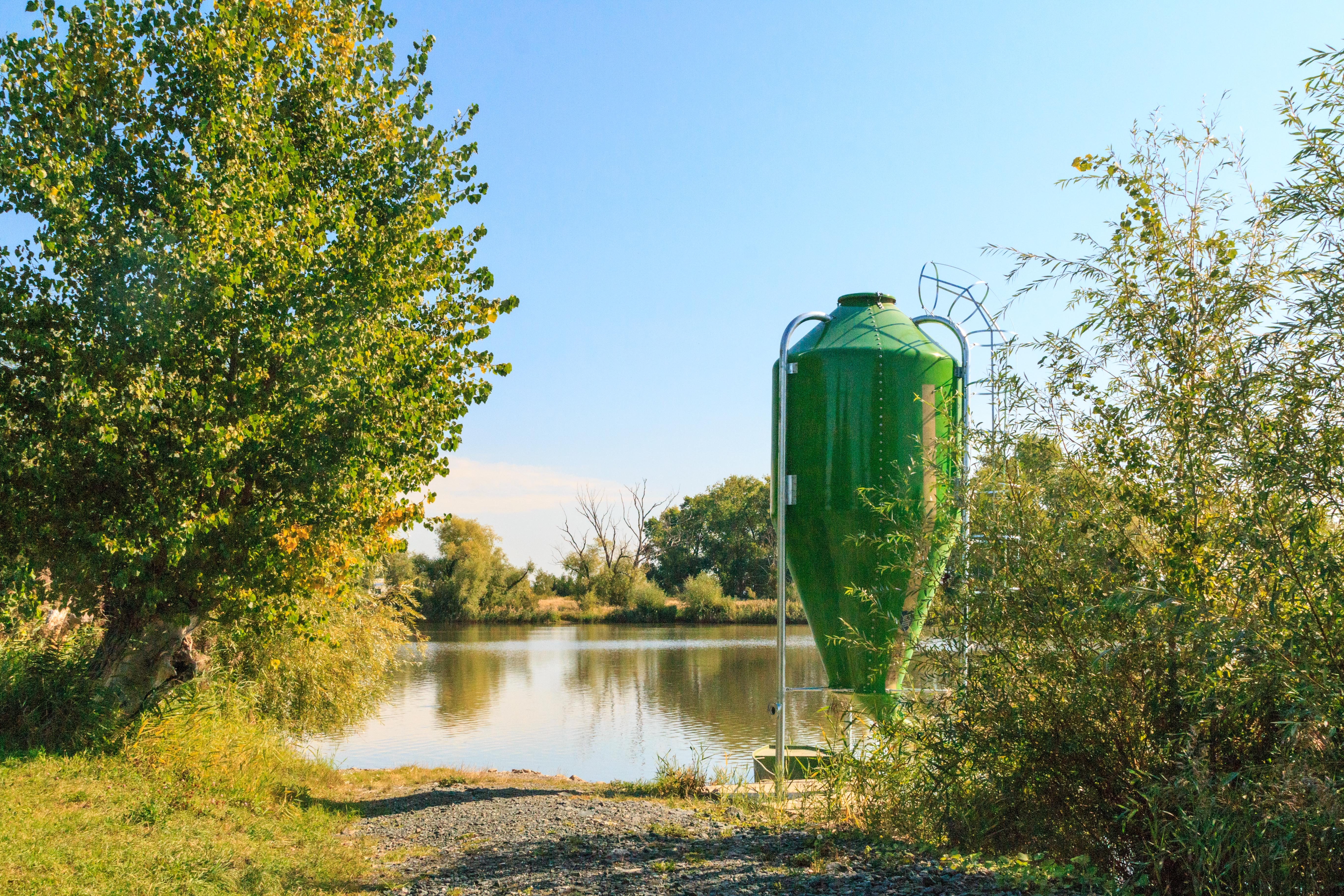
Pohled na Kosořický rybník
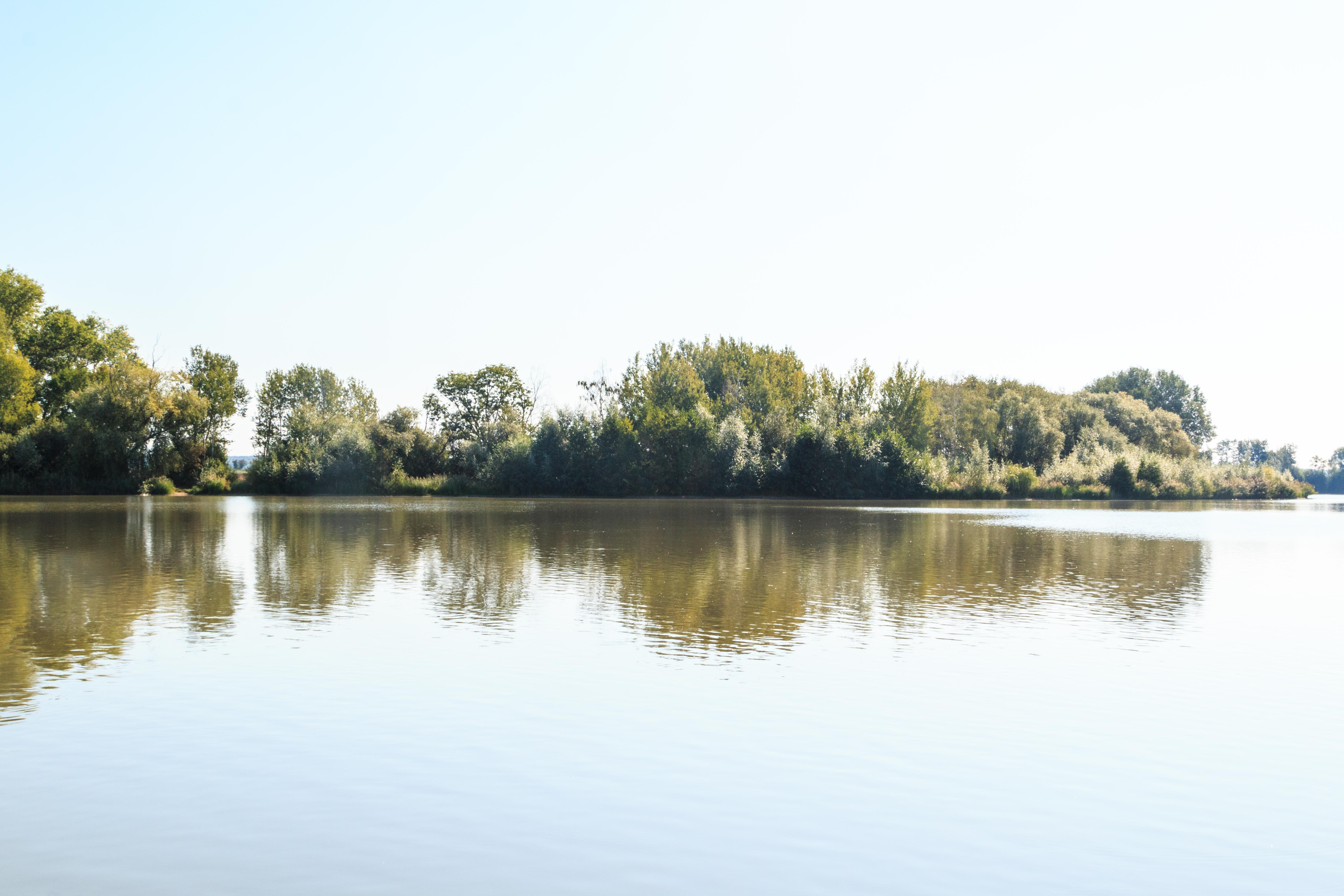
Pohled na Kosořický rybník
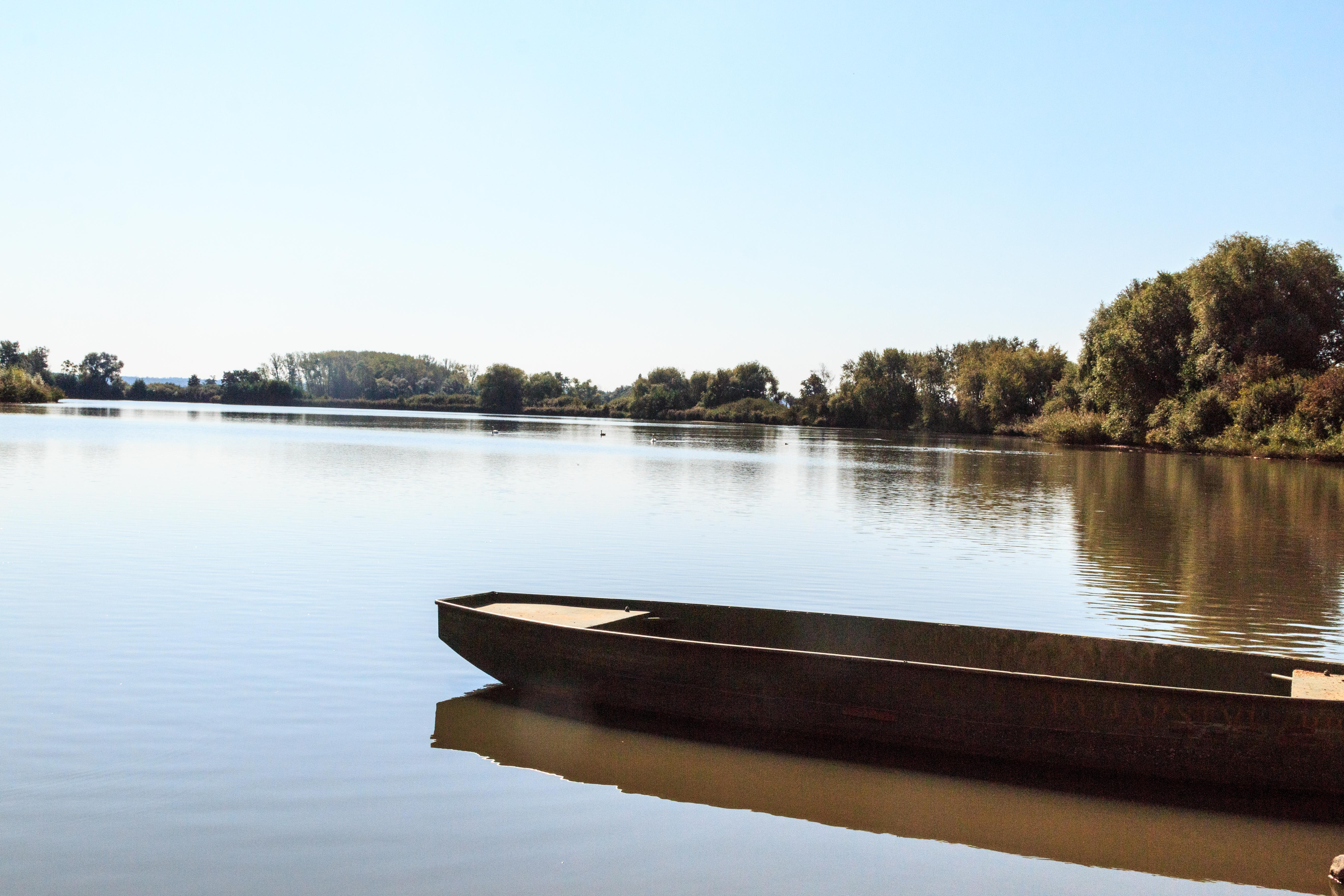
Pohled na Kosořický rybník
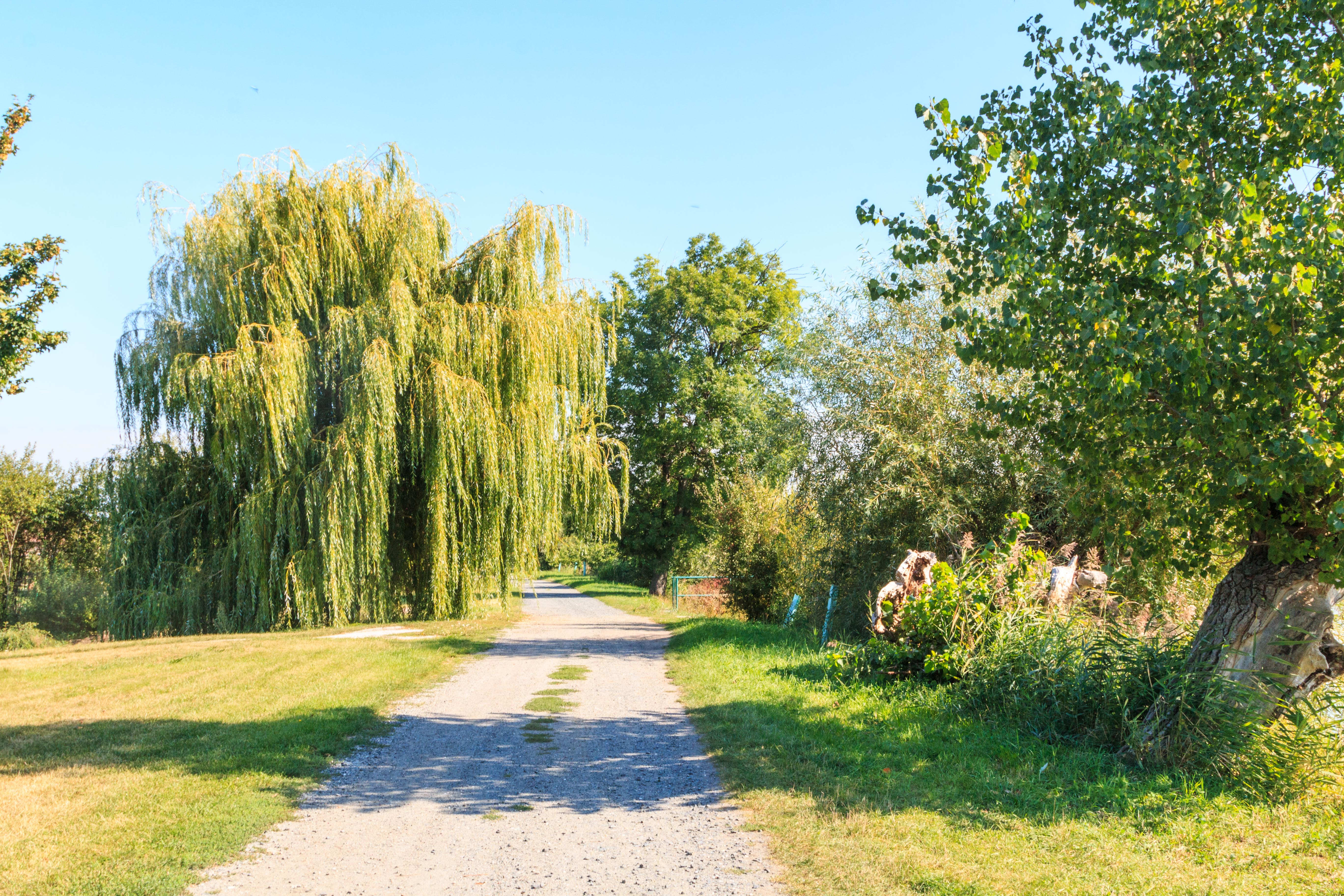
Pohled na Kosořický rybník